# For Heaven's Sake (1950)
For Heaven's Sake is een Amerikaanse filmkomedie uit 1950 onder regie van George Seaton. Destijds werd de film in Nederland uitgebracht onder de titel In 's hemelsnaam.

## Verhaal
Door hun aanhoudende gekibbel dreigt de relatie van Lydia en Jeff Bolton op de klippen te lopen. Er wordt een engel gezonden om hen bij elkaar te houden en de komst van een kind te bespoedigen. Jeff is een bekende theaterproducent en daarom neemt de engel de gedaante aan van een rijke investeerder.

## Rolverdeling
| Acteur          | Personage     |
| --------------- | ------------- |
| Clifton Webb    | Charles       |
| Joan Bennett    | Lydia Bolton  |
| Robert Cummings | Jeff Bolton   |
| Edmund Gwenn    | Arthur        |
| Joan Blondell   | Daphne Peters |
| Gigi Perreau    | Item          |
| Jack La Rue     | Tony Clark    |
| Harry von Zell  | Tex Henry     |
| Tommy Rettig    | Joe Blake     |